# Студниця (Нижньосілезьке воєводство)
Студниця (пол. Studnica) — село в Польщі, у гміні Мілковиці Леґницького повіту Нижньосілезького воєводства.
Населення — 40 осіб (2011).
У 1975-1998 роках село належало до Легницького воєводства.

## Демографія
Демографічна структура станом на 31 березня 2011 року:
|          | Загалом | Допрацездатний вік | Працездатний вік | Постпрацездатний вік |
| -------- | ------- | ------------------ | ---------------- | -------------------- |
| Чоловіки | 21      | 4                  | 16               | 1                    |
| Жінки    | 19      | 2                  | 10               | 7                    |
| Разом    | 40      | 6                  | 26               | 8                    |